# Korfbal op de Olympische Zomerspelen 1928
Op de Olympische Zomerspelen 1928 in Amsterdam was korfbal een demonstratiesport.

## Keuze voor korfbal
Het Nederlands organisatiecomité mocht twee demonstratiesporten aanmerken. Lacrosse was daar een van.
Als tweede demonstratiesport kwamen enkele sporten in aanmerking. Boogschieten, kegelen, korfbal, kaatsen en rugby. Bij de discussie bleek dat wijlen Baron van Tuyll van Serooskerken, oprichter van het Nederlands Olympisch Comité, eerder aan de korfbalbond had toegezegd dat zij in Amsterdam gedemonstreerd zouden worden. Deze wens werd gerespecteerd. Na onderhandelingen met de kaatsbond werd een uitzondering op de regel gemaakt en werd ook het kaatsen als demonstratiesport gehouden.
Volgens het officiële rapport van deze Olympische Spelen was korfbal een sport die in Nederland en de kolonies werd gespeeld, evenals in België en Duitsland. Het veld was verdeeld in drie vakken en elk team had 12 spelers; 6 mannen en 6 vrouwen. In elk vak moesten twee mannen en twee vrouwen staan.

## De wedstrijd
De teams waren twee Nederlandse NKB teams aangeduid als 'Zwart- Rood' (Noord-Holland) en 'Wit-Rood' (Zuid-Holland). De leiding was in handen van de scheidsrechter H. W. Vliegen, LL. B. en de grensrechters waren G. Leeuw en W.C. Schaap, C.E. De uitslag is onbekend.

### Teams
De samenstelling van de teams was als volgt:

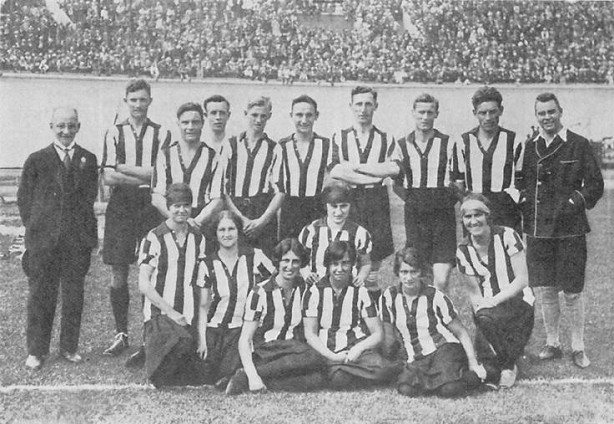
Het rood-witte team

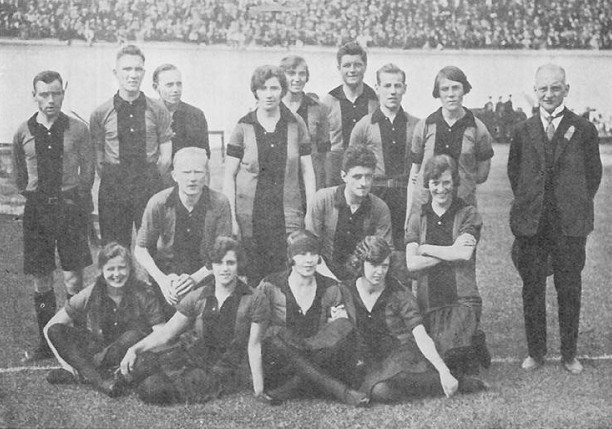
Het rood-zwarte team

| Positie     | Rood-zwart              | Rood-wit               |
| ----------- | ----------------------- | ---------------------- |
| Aanval      | H. Gerding (aanvoerder) | G. de Mey (aanvoerder) |
| Aanval      | H. Venema               | C. Wedemeyer           |
| Aanval      | Mw. T. Hendriksen       | Mw. G. Voordenberg     |
| Aanval      | Mw. L. Wagenvoort       | Mw. M. 't Hart         |
| Middenveld  | A. Madsen               | L. Looy                |
| Middenveld  | K. Gruys                | G. Storm               |
| Middenveld  | Mw. A. Krelage          | Mw. M. Klamer          |
| Middenveld  | Mw. J. de Koning        | Mw. M. Trupp           |
| Verdediging | E. Eggink               | B. Dorsman             |
| Verdediging | A. Hendriksen           | J. van der Geest       |
| Verdediging | Mw. M. Klijn            | Mw. A. Vaandrager      |
| Verdediging | Mw. C. Cohen            | Mw. D. Richel          |

### Amusementswaarde
De meeste toeschouwers vonden de wedstrijd te lang duren, ze wilden de wielerfinales zien waarvoor ze gekomen waren. Korfbalkenners vonden de amusementswaarde van de demonstratie gering, de afstand tot het veld te groot en de entourage in het stadion sfeerloos. D. Woudstra deed in 'Korfbal Revue' (9 augustus 1928) verslag van de korfbaldemonstratie. De schrijver is van mening dat de demonstratie is mislukt omdat de dag (maandag) niet gelukkig gekozen was:

"Wanneer wij onze sport gedemonstreerd zouden hebben op den dag van de Marathon – dus op Zondag j.l. op denzelfden tijd dat de Amerikanen en Canadezen hun Lacrossespel propageerden – dan geloof ik dat wij heel wat meer succes zouden hebben behaald. De omgeving zou dan ongetwijfeld heel wat rustiger geweest zijn dan Maandag j.l. 't Publiek, dat regelmatig de wielerwedstrijden bezoekt, is altijd een bijzonder soort".